# Matteo Bertelle
Matteo Bertelle (Monselice, 18 febbraio 2004) è un pilota motociclistico italiano.

## Carriera

### Vice-Campione CIV e Red Bull Rookies Cup
Nel 2019 disputa la Red Bull Rookies Cup partecipando ad undici gare su dodici, chiudendo al quattordicesimo posto con 50 punti ed un podio in gara 2 a Jerez. Partecipa anche al campionato CEV Moto3 dove conclude al ventitreesimo posto con 18 punti guadagnati.
Nel 2020 prende parte a quattro gare classificandosi al quattordicesimo posto nella classe Moto3 del Campionato Italiano Velocità ed anche a cinque gare nella Red Bull Rookies Cup chiudendo in sedicesima posizione con 41 punti, con due ottavi posti come migliore risultato.
Come l'anno precedente, nel 2021 gareggia nel CIV nella classe Moto3 arrivando secondo a soli 7 punti da Elia Bartolini, collezionando sei vittorie e nove piazzamenti a podio su dieci gare. Partecipa anche alla Red Bull Rookies Cup concludendo in settima posizione con 126 punti, con pole e vittoria al Sachsenring. Inoltre, partecipa all'ultimo round del CEV nella categoria Moto3, a Valencia, ottenendo un ottavo ed un quarto posto.

### Motomondiale
In occasione del Gran Premio di San Marino e della Riviera di Rimini, debutta nella classe Moto3 del Motomondiale con il team Bardahl VR46 Riders Academy, dove coglie la 18ª posizione.
Nel 2022 passa al QJMotor Avintia Racing, con Elia Bartolini come compagno di squadra. Ottiene il suo primo punto iridato alla seconda gara in Indonesia, chiudendo in quindicesima posizione; va poi a punti anche in Francia, Spagna, Italia, suo miglior risultato in carriera, e Catalogna. Al Gran Premio di Germania è protagonista di un incidente, dove riporta la rottura dei crociati anteriore e posteriore sinistri, che lo costringe a saltare la seconda metà di stagione.
Nel 2023 approda al team Rivacold Snipers con Romano Fenati come compagno di squadra. Raccoglie i primi punti in Argentina. Al Mugello si qualifica in quarta posizione per la gara, e finisce poi in dodicesima posizione. Al Gran Premio d'India, in qualifica, ottiene per la prima volta in carriera la prima fila dietro solo a Jaume Masiá. Torna a punti in Indonesia, undicesimo, in Australia, nono, e in Thailandia con il settimo posto, suo miglior risultato in carriera. Chiude a punti anche in due delle ultime tre gare, con un decimo posto in Malesia, ed una settima posizione in Qatar. Chiude la stagione al diciottesimo posto con 57 punti.
Per il 2024 viene confermato con il team Snipers, insieme a David Almansa. La stagione non parte bene per il pilota veneto che si ritira in Qatar, dopo la quinta posizione in qualifica, e viene squalificato in Portogallo, a causa di un'irregolarità nella sua moto. Ottiene i primi punti stagionali ad Austin dove chiude in decima posizione, dopo un'ottima partenza che lo aveva visto nel corso del primo giro in seconda posizione ma dovendo però scontare due long lap penalty. Dopo un quattordicesimo posto ad Jerez, arrivano due posizionamenti fuori dai punti, prima della decima posizione nella gara di casa al Mugello. Seguono quattro posizionamenti a punti con il miglior risultato ad Aragon, decimo. Dopo un ritiro a Misano mentre era stabilmente nei primi dieci, arriva il suo miglior risultato stagionale sempre a Misano ma al Gran Premio dell'Emilia-Romagna, chiudendo in nona posizione. Va a punti anche in Indonesia, Giappone ed in Australia, mentre in Thailandia la sua moto ha dei problemi durante la gara terminando abbondantemente fuori dalla zona punti. In Malesia, eguaglia il suo miglior risultato stagionale terminando la gara nono. Chiude la sua stagione con un quindicesimo posto nel Gran Premio della Solidarietà. Pur con gli stessi punti dell'annata precedente, migliora il suo piazzamento in classifica chiudendo sedicesimo.
Il 6 settembre 2024, viene annunciato il suo passaggio per la stagione 2025 al team LevelUp - MTA, tornando a gareggiare con una KTM con Joel Kelso come compagno di squadra. Alla prima gara in Thailandia, firma la sua prima pole position in carriera al sabato, mentre alla domenica, anche a causa di due errori, chiude in quinta posizione. Si ripete al sabato anche nel successivo appuntamento in Argentina, dove in gara finisce quarto, ai piedi del podio, venendo beffato all'ultima curva dopo aver condotto gran parte della gara in testa. Dopo un sabato non felice ad Austin, con due cadute in qualifica, riesce a rimontare fino alla terza posizione in gara, dietro al compagno di squadra, conquistando il primo podio nel Motomondiale.

## Risultati nel motomondiale
| 2021 | Classe | Moto |  |  |  |  |  |  |  |  |  |  |  |  |  |    |  |  |  |  |  |  |  |  | Punti | Pos. |
| ---- | ------ | ---- |  |  |  |  |  |  |  |  |  |  |  |  |  | -- |  |  |  |  |  |  |  |  | ----- | ---- |
| 2021 | Moto3  | KTM  |  |  |  |  |  |  |  |  |  |  |  |  |  | 18 |  |  |  |  |  |  |  |  | 0     | 35º  |

| 2022 | Classe | Moto |    |    |    |     |    |    |    |   |    |     |     |     |     |     |     |     |     |     |     |     |  |  | Punti | Pos. |
| ---- | ------ | ---- | -- | -- | -- | --- | -- | -- | -- | - | -- | --- | --- | --- | --- | --- | --- | --- | --- | --- | --- | --- |  |  | ----- | ---- |
| 2022 | Moto3  | KTM  | 17 | 15 | 18 | Rit | 18 | 11 | 19 | 9 | 13 | Rit | Inf | Inf | Inf | Inf | Inf | Inf | Inf | Inf | Inf | Inf |  |  | 16    | 24º  |

| 2023 | Classe | Moto  |    |    |     |    |    |    |     |    |     |    |    |    |     |     |    |   |   |    |   |    |  |  | Punti | Pos. |
| ---- | ------ | ----- | -- | -- | --- | -- | -- | -- | --- | -- | --- | -- | -- | -- | --- | --- | -- | - | - | -- | - | -- |  |  | ----- | ---- |
| 2023 | Moto3  | Honda | 17 | 12 | Rit | 13 | 17 | 12 | Rit | 16 | Rit | 12 | 10 | 20 | Rit | Rit | 11 | 9 | 7 | 10 | 7 | 18 |  |  | 57    | 18º  |

| 2024 | Classe | Moto  |     |    |    |    |     |    |    |    |    |    |    |    |     |   |    |    |    |    |   |    |  |  | Punti | Pos. |
| ---- | ------ | ----- | --- | -- | -- | -- | --- | -- | -- | -- | -- | -- | -- | -- | --- | - | -- | -- | -- | -- | - | -- |  |  | ----- | ---- |
| 2024 | Moto3  | Honda | Rit | SQ | 10 | 14 | Rit | 17 | 10 | 21 | 15 | 11 | 11 | 10 | Rit | 9 | 12 | 11 | 14 | 21 | 9 | 15 |  |  | 57    | 16º  |

| 2025 | Classe | Moto |   |   |   |     |     |     |     |     |     |     |     |     |     |  |  |  |  |  |  |  |  |  | Punti | Pos. |
| ---- | ------ | ---- | - | - | - | --- | --- | --- | --- | --- | --- | --- | --- | --- | --- |  |  |  |  |  |  |  |  |  | ----- | ---- |
| 2025 | Moto3  | KTM  | 5 | 4 | 3 | Inf | Inf | Inf | Inf | Inf | Inf | Inf | Inf | Inf | Inf |  |  |  |  |  |  |  |  |  | 40    |      |

| Legenda | 1º posto        | 2º posto            | 3º posto            | A punti      | Senza punti        | Grassetto – Pole position Corsivo – Giro più veloce |
| Legenda | Gara non valida | Non qual./Non part. | Ritirato/Non class. | Squalificato | '-' Dato non disp. | Grassetto – Pole position Corsivo – Giro più veloce |